# Бурова коронка
Бурова коронка (рос. буровая коронка, англ. drilling bit; нім. Bohrkrone, Bohrkopf) — буровий інструмент, призначений для обертального буріння геологорозвідувальних свердловин кільцевим вибоєм з відбором керна, що складається з короночного кільця (корпусу), матриці з ріжучими елементами, розділеної на сектори промивальним каналами (пазами). Один з елементів бурового обладнання.

## Історія
У 1920-ті рр. були створені кільцеві бурові коронки, армовані твердосплавними різцями (ідея німецького інженера Ломана), а в 1940 рр. — дрібноалмазні бурові коронки й долота (робоча частина інструменту — м'яка металокерамічна матриця, в яку впресовані дрібні кристали алмазів, що можуть руйнувати гірські породи будь-якої міцності). Це відобразилось на сучасних конструкціях шарошок.

## Опис терміна
1. Знімна частина буру, що безпосередньо діє на вибій та руйнує його при ударно-обертовому бурінні. Леза бурових коронок можуть бути сталевими, або армованими пластинами з твердого сплаву. Найпоширенішими формами бурових коронок є однодолотчаті та хрестові.
2. Складова частина бурового снаряда для кернового та безкернового буріння свердловин.
3. Буровий інструмент для обертального буріння, який складається з корпусу, ріжучих лез і хвостовика. Леза армуються пластинами з твердого сплаву. Розрізняють такі типи бурових коронок: долото-пластинчасті (КПД) і штирові (КДШ); трикрильні пластинчасті (КТП) і штирові (КТШ); хрестові пластинчасті і штирові (КХШ).

## СТІЙКІСТЬ БУРОВОЇ КОРОНКИ (ДОЛОТА)
Це здатність бурової коронки (долота) зберігати свою працездатність у процесі буріння. Визначає продуктивність і вартість бурових робіт. Вимірюється у метрах пробурених свердловин.